# Solitude du deuxième type
Solitude du deuxième type (titre original : The Second Kind of Loneliness) est le titre d'une nouvelle de George R. R. Martin, parue pour la première fois en décembre 1972 dans le magazine Analog Science Fiction and Fact. Cette nouvelle est incluse au recueil original Chanson pour Lya (A Song for Lya and Other Stories), regroupant dix histoires de Martin, publié en février 1976 et fait également partie du recueil R.R.étrospective (GRRM: A RRetrospective), publié en septembre 2003.
La nouvelle a été traduite par Brigitte Ariel et publiée en français le 18 mai 1979 dans l'anthologie Univers 17 parue aux éditions J'ai lu. Une nouvelle traduction par Monique Cartanas et  M.-C. Luong est effectuée pour le recueil Chanson pour Lya dans lequel la nouvelle est incluse sous le titre Il y a solitude et solitude, titre et traduction reprise également pour le recueil R.R.étrospective (GRRM: A RRetrospective).

## Prix littéraire
- La nouvelle a été nommée pour le prix Locus de la meilleure nouvelle 1973.